# 비와호
비와호(일본어: 琵琶湖 비와코[*])는 시가현에 있는 일본 최대의 호수이다. 면적은 670 km2로 도쿄 23구보다 넓다. 일본 호수수질보전특별조치법에 지정된 호수이다. 람사르 협약에 등록된 호수 중 하나이다. 일본 하천법에 의거 일급하천 비와호(일본어: 一級河川琵琶湖 잇큐카센비와코[*])로 등재되어 있다.
북쪽의 넓은 다이호와 남쪽의 좁은 미나미호(南湖)로 나뉘며 이름 그대로 악기의 비파 모양과 비슷하다. 호수가 워낙 크기 때문에 해류와 마찬가지로 호류(湖流)가 있다. 평균 수심 41.2m로서, 호수 서쪽이 깊고 최심부는 103.4m, 호면 표고는 85m이므로 해면보다 낮다. 이 호수의 물은 연안평야에 관개용수로 이용되는 외에, 상수도·발전·공업 용수로 이용된다. 풍경으로도 백사청송(白砂靑松)의 오미마히코(近江舞子), 침강성(沈降性) 기관암석의 가이즈오사키(海津大崎), 호수의 가장 좁은 곳을 연결한 비와호 대교 등 명승지가 많다.

## 지리
시가현 면적의 1/6를 점한다. 유출하천은 세타강(瀬田川)이지만, 흘러가면서 우지강에서 요도강(淀川)으로 이름이 바뀌어 오사카만으로 빠져나간다. 또, 호수의 물은 교토시가 요도가와 강 수역의 수도수로 사용되기 때문에 비와호소수가 교토로 흘러 들어간다. 호수중 가장 협소한 지역에 놓은 비와호 대교를 기준으로 북호(北湖)와 남호(南湖)로 구분하기도 한다.
비와호에 둘러싸인 각지자체는 크게 호남(湖南), 호동(湖東), 호북(湖北), 호서(湖西)로 나누고 그중 호남은 고가 지역과 나누어지기도 한다.
호수를 둘러싼 산지로부터 흘러가는 원류로, 게이한신의 물병으로서의 기능도 담당하고 있다. 또, 예부터 수상교통로로 이용되어 철도가 놓이기 전에는 교토, 오사카에서 간토, 호쿠리쿠로 가는 수상로로 이용되었다.
아울러 “급하면 돌아가라”라는 속담은 현재 구사쓰와 오쓰 간에 놓였던 “야하세를 건너(矢橋の渡し)”를 읊은 와카에서 그 어원을 찾을 수 있다.
- 유입하천: 야스강, 히노강, 에치강, 아도강, 가모가와강, 우소강, 이누카미강, 세리가와강, 아네가와강, 요고강, 마노강
- 유출하천: 세타강

## 생태
비와호는 바이칼호와 탕가니카호에 이어 세계에서 세 번째로 오래된 호수이다. 약 4백만년 전에 형성되었으며, 다양한 생태계가 발달되어 있다. 58 종의 고유종을 포함해 대략 1100여 종의 생물이 살고 있다. 매년 5천마리의 물새가 비와호를 찾는다.
한편 베스와 블루길을 비롯 한 외래종의 침투와 1992년 비와호 수위조작규칙의 개정과 비와호 주변의 못 등의 소실 및 주변농경지와의 단절에 따른 생태계의 교란으로 어획고가 격감한 종도 많다. 이에 대한 대응책으로 외래종의 배제와 생태계를 고려한 수위조작, 조변 못의 재생 등을 취하고는 있지만, 아직 충분한 효과를 보지는 못하고 있다. 또, 비와호 산의 은어의 치어를 각지에 방류해 오히려 비와호 고유종이 각지에 번식해 이입종으로 살아가고 있다.

## 신칸센
신칸센이 세타강과 비와코(琵琶湖)의 하구를 지난다

## 같이 보기
- 비와코선
- 비와정
- 일본의 관광
- 하마나호